# 広寧府
広寧府（こうねいふ）は、中国にかつて存在した府。金代から元代にかけて、現在の遼寧省錦州市一帯に設置された。

## 概要
948年（天禄2年）、遼により医巫閭山に顕州が置かれた。顕州は東京道に属し、奉先・山東・帰義の3県と嘉州と遼西州に属する長慶県と康州に属する率賓県を管轄した。
1123年（天輔7年）、金により顕州は広寧府に昇格した。広寧府は北京路に属し、鍾秀・広寧・閭陽・望平の4県と歓城・遼西・閭陽・衡家・梁漁務・山西店の6鎮と閭城・兎児窩・大斧山・北川の4寨を管轄した。
1278年（至元15年）、元により広寧府は広寧路と改められた。広寧路は遼陽等処行中書省に属し、閭陽・望平の2県を管轄した。
1380年（洪武13年）、明により広寧路は廃止された。